# Isabelle Erkendal
Isabelle Sofia Maria Erkendal, född 23 juni 1989 i Kungsholms församling i Stockholm, är en svensk sångerska och medlem av musikgruppen Peaches från 2000 till 2005. Efter Peaches blev Erkendal medlem i gruppen West End Girls, som gav ut sin första singel i oktober 2005.
Erkendal gav ut sin första singel, Fantasi, i samarbete med Christer Sandelin. År 2012 inledde Erkendal ett samarbete med Sami Sirviö i musikprojektet Lonely Girl, som senare bytte namn till Innesi.

## Diskografi

### Singlar
- Fantasi (1997)
- Time of Silence (2017 psykbunkern, psyk001)
- Pretend Happiness (2017 psykbunkern, psyk006)
- Drop a Bomb (2018 psykbunkern, psyk016)
- Wonderful Life (2019 psykbunkern, psyk030)

### Fotnoter
1. 1 2  Sveriges befolkning
1990:
Erkendal, Isabelle Sofia Maria
2. ↑  Sveriges befolkning
2000:
Erkendal, Isabelle Sofia Maria
(1989-06-23)
Försäkringskassan, uttag avseende 20001231 (2014)
3. ↑  ”En långvarig kärlekshistoria”. Sydsvenskan. https://www.sydsvenskan.se/2012-03-25/en-langvarig-karlekshistoria. Läst 8 mars 2018.
4. ↑  Isabelle Erkendal i Libris